# 邵続
邵 続（しょう ぞく、生年不詳 - 321年）は、中国の晋代の軍人。字は嗣祖。魏郡安陽県の出身。父は散騎侍郎の邵乗。王浚の死後、段部と結んで石勒を阻んだ。

## 経歴
質素ながら強い志を持ち、経書や史書を広く読んだ。また、談論を得意とし、天文に詳しかった。後に成都王司馬穎の参軍に任じられた。
303年、司馬穎が長沙王司馬乂討伐を目論むと、邵続は「この続が聞くところによりますと、兄弟というものは左右の手の如しとのことです。今、どうして明公（司馬穎）は天下の敵となって、自らの片手を切り去ろうとしておられるのでしょう。続はこれに困惑しております。」と言って諫めたが、聞き入れられなかった。
後に邵続は兗州刺史苟晞の参軍となり、沁水県令に任じられた。
永嘉の乱により天下が乱れると、邵続は沁水から離れて家に戻り、亡命者を糾合して数百人を得た。王浚は邵続を仮の綏集将軍・楽陵郡太守に任じ、厭次に駐屯させた。また、子の邵乂を督護に任じた。邵続は流散した民を安んじて、多くを帰順させた。
314年、石勒が薊城を攻略して王浚を討ち、邵乂を捕らえた。石勒は邵乂を派遣して邵続を招聘すると、邵続は孤立無援であったので、やむなく石勒に従った。石勒は邵乂を督護に任じた。
段部の段匹磾が石勒から薊を奪還すると、邵続に手紙を出して司馬睿（東晋の元帝）に帰順するよう求めた。邵続はこれに従おうとすると、その部下が「今、石勒を捨てて段匹磾につくと、子が危うくなります。」と言って諫めたが、邵続は「我は国の為に身を立てたのだ。子を顧みて叛臣となれようか!」と涙を流した。遂に石勒から離反すると、石勒は邵乂を殺害した。
石勒は8000騎を率いて邵続を包囲したが、邵続は石勒の攻撃に備えて予め段匹磾に救援を要請していた。段匹磾は弟の段文鴦を邵続の救援に送り、石勒はこれを知ると、攻城具を捨てて東に撤退した。邵続は段文鴦と共に安陵まで追撃し、石勒は取り逃したがその官吏らを捕らえ、三千家余りを移住させてから帰還した。また騎兵を派遣して石勒の領地の北辺を脅かし、常山を襲って二千家余りを手に入れた。
315年7月、石勒は邵続の守る楽陵へと進攻すると、邵続は段匹磾に救援を要請し、彼は段文鴦を救援として派遣した。石勒はこれを聞くと軍を退いた。
316年4月、石虎が劉演の守る廩丘を攻撃すると、邵続は段文鴦を劉演の救援に差し向けた。だが、石虎が盧関津を固めていたため、段文鴦はこれ以上の進軍が出来ず、やむ無く景亭に軍を留めた。
317年、石勒が楽平の征伐に出た隙に、南和令趙領が広川・平原・勃海の数千戸を招集し、石勒から離反して邵続の下へと走った。河間の邢嘏も兵数100を集めて石勒に反旗を翻した。
6月、太尉豫州牧荀組・東夷校尉崔毖・青州刺史曹嶷・寧州刺史王遜と共に上表し、晋王司馬睿に帝位に即くよう勧めたが、認められなかった。
邵続は兄子の邵済に石勒の領地である勃海を攻撃させ、邵済は3千人余りを引き連れて帰還した。
318年5月、段匹磾が劉琨を殺すと、劉琨の将士は相継いで石勒に帰順した。段末波は弟に騎兵を与え、段匹磾のいる幽州を攻撃させた。段匹磾は兵数千を引き連れて邵続の下に逃走を図った。石勒配下の石越は段匹磾に攻撃を掛け、塩山で大いに撃ち破った。段匹磾は再び幽州に戻り、守りを固めた。
邵続は元帝により平原楽安二郡太守・右将軍・冀州刺史に任じられ、平北将軍・仮節に進められ、祝阿子に封じられた。邵続は兄の子の邵存や段文鴦に段匹磾の部下を率いさせ、平原に食糧を求めさせたが、後趙の石虎に敗れた。
この時期、邵続は青州に割拠する曹嶷と争っていた。曹嶷は邵続配下の史存らを打ち破り、邵続の屯田を襲って民を略奪した。邵続は救援に駆けつけると、曹嶷を逃走させてその士兵を疲弊させた。さらに、邵存や段文鴦を派遣して済南の黄巾固に駐屯させ、曹嶷を圧迫させた。曹嶷は恐れて講和を求めた。
319年、段匹磾の兵士は食糧不足のために四散してしまい、薊を離れて上谷に拠点を移した。代王拓跋鬱律は精兵に上谷を攻撃させ、段匹磾は妻子を棄てて楽陵へと逃亡し、邵続の下に身を寄せた。
320年1月、段末波が段匹磾を攻撃すると、段匹磾は邵続へ「我はもとより夷狄の者であるが、義のために家を滅ぼした。もし、君がかつての約束を忘れていないならば（314年に司馬睿に帰順するよう約束した事）、共に末波を討ってくれないだろうか」と請うと、邵続は「公の威徳を頼っているからこそ、続は今ここにあるのだ。今、公に難があるので、どうして力を併せないことがあるというのか」と述べて兵を派遣し、共に段末波を破ってその軍をほぼ全滅させた。段匹磾は勝ちに乗じて段文鴦と共に薊を攻撃したが、石勒はその隙を突いて石虎を派遣し、邵続を厭次に包囲させた。また、石勒配下の孔萇も邵続を攻撃して11の陣営全てを陥落させた。朝廷は王敦の圧力もあって、邵続に物資や兵を供給しなかった。
2月、石虎が城下で住民を略奪すると、邵続は救援のために出陣した。石虎は伏兵でその背後を遮断して、邵続を捕らえた。石虎は邵続に厭次城の兵を説得させて、降伏させようとした。邵続は城下に出向いて兄の子の邵竺らを呼ぶと「我が志は国難を雪ぎ、これまで受けた恩に報いる事であったが、不幸にもこのようになってしまった。汝らは努力自勉し、段匹磾を奉じて主とし、二心を抱くことの無いように。」と告げた。
元帝は邵続が捕らえられたと聞くと、邵続の子の邵緝に後を継がせた。邵存や邵竺・邵緝らは段匹磾とともに厭次城に籠もって抵抗しており、邵存は仮の揚武将軍・武邑郡太守となった。石勒はたびたび石虎を派遣して、厭次を攻撃したので、次第に疲弊していった。
石虎は邵続の身柄を襄国の石勒のもとに送ると、石勒は徐光を派遣して「我が国家は符に応じて乱を鎮め、これにより八方が帰属した。我の威名は伝播し、遺晋は恐れて遠く揚越の地へと逃げ去った。にもかかわらず汝は司馬睿を奉じ、地方において跋扈し続けて我の王命を受けなかった。夷狄は君主とするに足りぬとでも言いたいのか。汝には見識が備わっていないのかね。国には刑罰の定めがあるが、これを甘んじて受けるか。」と邵続を責めた。邵続は「晋末に飢饉や乱があり、これを避ける所は無かった。我は郷宗を糾合し、老幼の命を全うしようとしたのだ。大王が事業を始めた際には人質を納めたが、誠意は感じられず仁慈を蒙ることもなかった。遺晋に帰すことを決め、任を受けて寵遇を授かったからには、忠節を尽くすことを誓い、二心を抱くことなど無い。厚恩を受けながら主君を何度も変えるような人物が、明朝において受け容れられないであろう。周文は東夷に生まれ、大禹は西羌から出た。帝王が興るのはただ天命によるものであり、徳の招くところが常とはならぬものだ。」と言うと、石勒はその忠誠心に感心した。張賓に命じて邵続のために館を準備させ、従事中郎に任じて衣食を供するなど厚遇した。更に「今後戦に勝って士人を捕えても、勝手に殺してはならない。」という命を下した。
石勒はしばしば人を派遣して邵続の様子を観察させ、報告を受けると感嘆して「これこそ真の高人である。彼のようにならずして、どうして貴に足りるといえようか！」と言い、その清廉な振る舞いを称え、しばしば穀帛を下賜した。また、朝会に臨む度に感歎し、彼を引き合いに出しては官僚らを励ました。
321年3月、厭次は陥落し、段匹磾とその弟の段文鴦および邵竺・邵緝らはみな捕らえられた。邵存だけは包囲を突破して南に逃れたが、道中で賊に殺害された。邵続もまた、遂に殺害されたという。

## 伝記資料
- 『晋書』巻63 列伝第33